# Argentine (Savoie)
Argentine ist eine französische Gemeinde mit 952 Einwohnern (Stand: 1. Januar 2022) innerhalb des Arrondissements Saint-Jean-de-Maurienne im Département Savoie in der Region Auvergne-Rhône-Alpes. Die Gemeinde gehört zum Kanton Saint-Pierre-d’Albigny (bis 2015: Kanton Aiguebelle).

## Geographie
Argentine liegt etwa 31 Kilometer ostsüdöstlich von Chambéry am Arc, der die Gemeinde im Westen begrenzt. Umgeben wird Argentine von den Nachbargemeinden Val-d’Arc mit Aiguebelle im Norden, Montsapey im Osten und Nordosten, La Léchère im Osten und Südosten, Épierre im Süden, Saint-Pierre-de-Belleville im Südwesten, Saint-Alban-d’Hurtières im Westen sowie Saint-Georges-d’Hurtières im Westen und Nordwesten.
Durch die Gemeinde führt die frühere Route nationale 6 (heutige D1006).

## Bevölkerungsentwicklung
| Jahr                       | 1962 | 1968 | 1975 | 1982 | 1990 | 1999 | 2006 | 2013 | 2021 |
| -------------------------- | ---- | ---- | ---- | ---- | ---- | ---- | ---- | ---- | ---- |
| Einwohner                  | 867  | 810  | 695  | 623  | 691  | 688  | 839  | 937  | 951  |
| Quellen: Cassini und INSEE |      |      |      |      |      |      |      |      |      |

## Sehenswürdigkeiten
- Kirche, nach Zerstörung 1632 wieder errichtet, Portal von 1636 ist als Monument historique geschützt
- Bischofsturm
- Turm Castagnieri
- Museum Félicien